# Odessa (album)
Pour les articles homonymes, voir Odessa (homonymie).
Albums de Bee Gees
Idea
(1968) Cucumber Castle
(1970)
Odessa est le sixième album des Bee Gees, sorti en mars 1969.
Cet ambitieux double album est le dernier enregistré par la formation originale du groupe : en effet, le guitariste Vince Melouney quitte le groupe durant les séances d'enregistrement, et n'apparaît que sur quelques chansons.
Les relations sont tendues entre les frères Gibb, et Robin Gibb claque la porte à la suite d'un désaccord sur le choix du premier single extrait de l'album : c'est First of May, chantée par Barry, qui est retenue au détriment de son Lamplight. Cependant, son départ est temporaire, puisqu'il rejoint le groupe dès l'année suivante.
L'album est cité dans l'ouvrage de référence de Robert Dimery Les 1001 albums qu'il faut avoir écoutés dans sa vie.

## Titres
Toutes les chansons sont de Barry, Robin et Maurice Gibb.

### Face 1
1. Odessa (City on the Black Sea) (en) – 7:33
2. You'll Never See My Face Again – 4:17
3. Black Diamond (en) – 3:29

### Face 2
1. Marley Purt Drive (en) – 4:26
2. Edison – 3:06
3. Melody Fair (en) – 3:50
4. Suddenly – 2:30
5. Whisper Whisper – 3:25

### Face 3
1. Lamplight – 4:47
2. Sound of Love (en) – 3:29
3. Give Your Best – 3:28
4. Seven Seas Symphony (en) – 4:10
5. With All Nations (International Anthem) – 1:47

### Face 4
1. I Laugh in Your Face (en) – 4:10
2. Never Say Never Again (en) – 3:29
3. First of May (en) – 2:50
4. The British Opera – 3:16

## Musiciens

### Bee Gees
- Barry Gibb : chant, guitare
- Robin Gibb : chant
- Maurice Gibb : chant, guitare, basse, piano, orgue, mellotron
- Vince Melouney : guitare
- Colin Petersen : batterie

### Autres musiciens
- Bill Keith : banjo
- Tex Logan : violon
- Paul Buckmaster : violoncelle